# Linda Fruhvirtová
Linda Fruhvirtová (n. 1 mai 2005) este o jucătoare de tenis din Republica Cehă. La 26 iunie 2023, ea a ajuns pe locul 49 mondial în clasamentul WTA la simplu. A câștigat turneul de la Chennai Open 2022, un turneu de nivel WTA 250. Pe circuitul ITF a câștigat trei titluri de simplu și două titluri de dublu. La juniori a câștigat un titlu la simplu și două la dublu pe circuitul de juniori ITF. Tot la juniori, ea a jucat semifinalele de dublu de la Australian Open Grand Slam 2020, împreună cu letona Kamilla Bartone.

## Cariera profesională

### 2020–21: Debut în top 300
Fruhvirtová și-a făcut debutul pe tabloul principal al circuitului WTA la Openul de la Praga 2020, primind wildcard-uri în extragerile de simplu și dublu.
De asemenea, a primit un wildcard la Miami Open 2021 pentru calificări, unde a fost învinsă în prima rundă de Nina Stojanović. În aprilie, a primit un wildcard pentru tabloul principal la WTA 250 MUSC Health Open, unde a câștigat primul ei meci de simplu WTA, când Alizé Cornet s-a retras în al treilea set. A progresat în sferturile de finală învingând-o pe Emma Navarro în seturi consecutive în runda următoare, înainte de a pierde în fața Astra Sharma. Linda, la doar 15 ani, a fost cea mai tânără jucătoare la acea vreme în top 400 al clasamentului WTA.
Ea a jucat pe un alt tablou principal WTA 250 în Cleveland ca lucky loser. Fruhvirtová a învins-o pe Tara Moore înainte de a pierde cu Magda Linette în două seturi strânse. Ea a încheiat sezonul ajungând în sferturi de finală la WTA 125 Korea Open înainte de a pierde în fața Ekaterina Kazionova, în trei seturi.

### 2022: Primul titlu WTA, top 100 și runda patru la WTA 1000

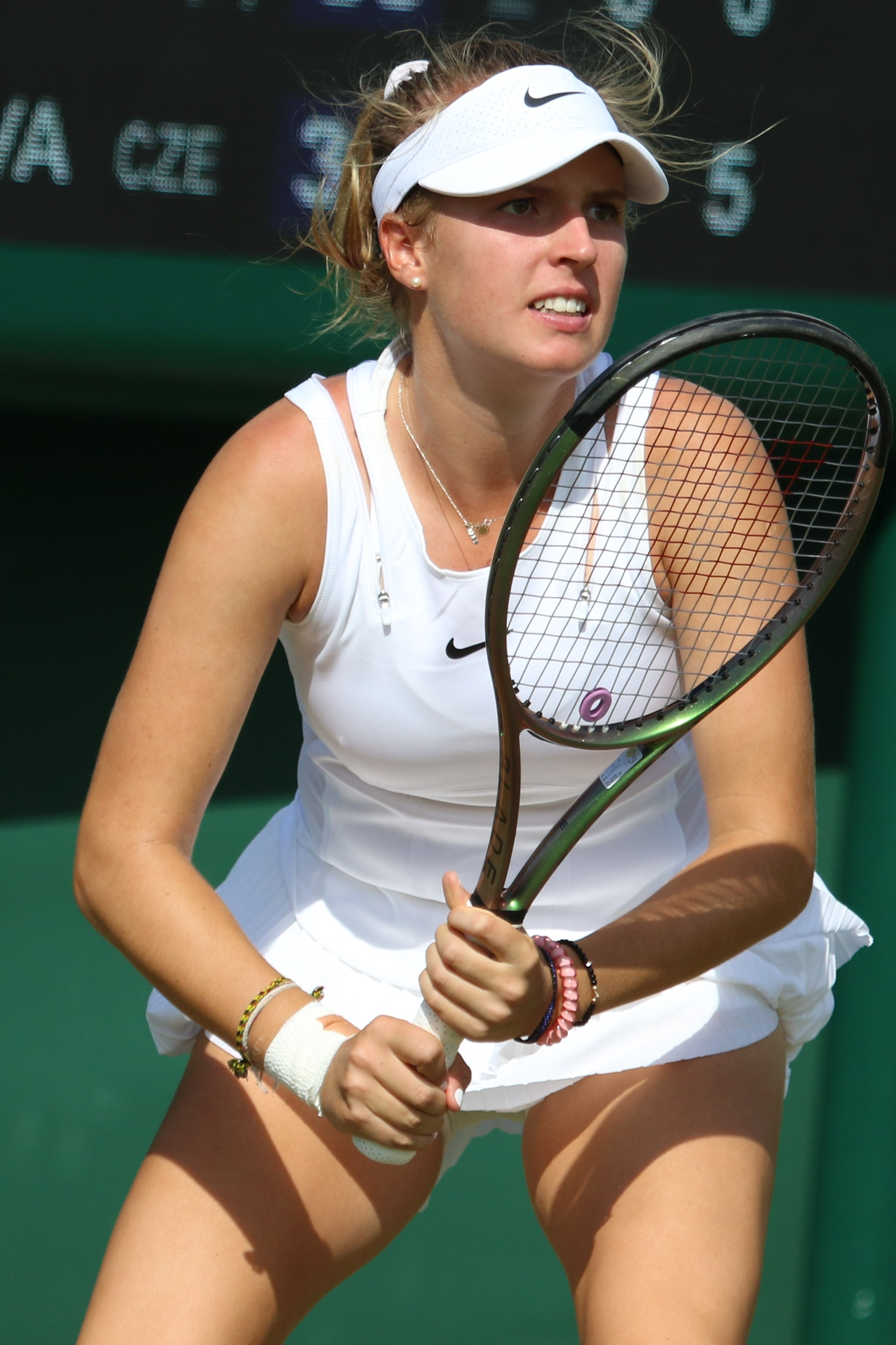
Fruhvirtová la Wimbledon 2022

Fruhvirtová a primit un wildcard pe tabloul principal pentru Miami Open. În prima rundă, ea a învins-o pe Danka Kovinić pentru prima ei victorie la nivel WTA 1000. În runda a doua, ea a înregistrat cea mai mare victorie din cariera ei, învingând-o pe favorita nr. 20 și numărul 24 mondial, Elise Mertens, pentru prima ei victorie în fața unei adversare din top 25. A înregistrat apoi prima victorie în fața unei adversare din top 20, învingând-o pe fosta nr. 1 mondial, Victoria Azarenka, ceea ce i-a asigurat un debut în top 200 după turneu.
La US Open, ea a reușit să ajungă pe tabloul principal după trei victorii de calificare pentru debutul ei la Grand Slam. În meciul ei de debut de Grand Slam, ea a învins-o pe Wang Xinyu. Drumul a fost apoi oprit de Garbiñe Muguruza care a eliminat-o în runda următoare.
La Chennai Open, ea a câștigat primul titlu de pe Circuitul WTA când a învins-o în finală, în trei seturi, pe poloneza Magda Linette. Cu această victorie, ea a intrat în top 100 pentru prima dată în carieră, pe locul 74 în clasament.

### 2023: Debut la Australian Open
La debutul ei la Australian Open 2023, ea a avansat în optimi de finală învingând-o pe compatrioata sa, finalistă la French Open 2019, Markéta Vondroušová, în trei seturi în runda a treia într-o partidă de două ore și 17 minute. La 17 ani, este cea mai tânără jucătoare care a ajuns în runda a patra la Australian Open de la Coco Gauff în 2020.
La 20 martie 2023, a ajuns pe locul 50 mondial, devenind cea mai tânără jucătoare din top 50. La Birmingham Classic, a învins-o în prima rundă pe Elina Svitolina, în primul său meci pe iarbă de pe tabloul principal al turneului WTA.

### 2024: În afara top 100
Clasată pe locul 137, a primit un wildcard pentru tabloul principal la Miami Open 2024, însă a fost învinsă în două seturi de Irina Begu în prima rundă.

## Rezultate

### Turnee de Grand Slam
| C | F | SF | QF | #R | RR | Q# | P# | DNQ | A | Z# | PO | Au | Ag | Br | NMS | P | NH |

#### Simplu
| Turneu           | 2022 | 2023 | 2024 | SR    | C–P | Victorii % |
| ---------------- | ---- | ---- | ---- | ----- | --- | ---------- |
| Australian Open  | A    | 4R   | 1R   | 0 / 2 | 3–2 | 60%        |
| French Open      | Q2   | 1R   |      | 0 / 1 | 0–1 | 0%         |
| Wimbledon        | Q1   | 1R   |      | 0 / 1 | 0–1 | 0%         |
| US Open          | 2R   | 1R   |      | 0 / 1 | 1–2 | 50%        |
| Câștigat–pierdut | 1–1  | 3–4  | 0–1  | 0 / 6 | 4–6 | 40%        |

### Turnee WTA 1000
| Turneu              | 2021 | 2022 | 2023  | 2024 | SR                | C–P               | Victorii %        |
| ------------------- | ---- | ---- | ----- | ---- | ----------------- | ----------------- | ----------------- |
| Dubai / Qatar Open  | A    | A    | 2R    | A    | 0 / 1             | 1–1               | 50%               |
| Indian Wells Open   | A    | Q1   | 2R    | Q2   | 0 / 1             | 1–1               | 50%               |
| Miami Open          | Q1   | 4R   | 1R    | 1R   | 0 / 2             | 3–2               | 60%               |
| Madrid Open         | A    | 1R   | 2R    | 1R   | 0 / 3             | 1–3               | 25%               |
| Italian Open        | A    | A    | 1R    |      | 0 / 1             | 0–1               | 0%                |
| Canadian Open       | A    | A    | Q1    |      | 0 / 0             | 0–0               | –                 |
| Cincinnati Open     | A    | A    | Q1    |      | 0 / 0             | 0–0               | –                 |
| Guadalajara Open    | NH   | 1R   | A     |      | 0 / 1             | 0–1               | 0%                |
| China Open          | NH   | NH   | 2R    |      | 0 / 1             | 1–1               | 50%               |
| Wuhan Open          | NH   | NH   | NH    | NH   | 0 / 0             | 0–0               | –                 |
| Statistici carieră  |      |      |       |      |                   |                   |                   |
| Turneu              | 2021 | 2022 | 2023  | 2024 | SR                | W–L               | Victorii %        |
| Turnee              | 2    | 8    | 21    | 4    | Total carieră: 36 | Total carieră: 36 | Total carieră: 36 |
| Titluri             | 0    | 1    | 0     | 0    | Total carieră: 1  | Total carieră: 1  | Total carieră: 1  |
| Finale              | 0    | 1    | 0     | 0    | Total carieră: 1  | Total carieră: 1  | Total carieră: 1  |
| C–P dură            | 1–1  | 9–5  | 12–14 | 0–3  | 1 / 24            | 22–23             | 49%               |
| C–P zgură           | 2–1  | 1–3  | 2–5   | 0–1  | 0 / 10            | 5–11              | 31%               |
| C–P iarbă           | 0–0  | 0–0  | 2–2   | 0–0  | 0 / 2             | 2–2               | 50%               |
| C–P global          | 3–2  | 10–8 | 16–21 | 0–4  | 1 / 36            | 29–36             | 45%               |
| Victorii %          | 60%  | 56%  | 43%   | 0%   | Career total: 45% | Career total: 45% | Career total: 45% |
| Clasament sf.anului | 296  | 78   | 89    |      | 1.148.862 $       | 1.148.862 $       | 1.148.862 $       |